# Делькевич Йосип

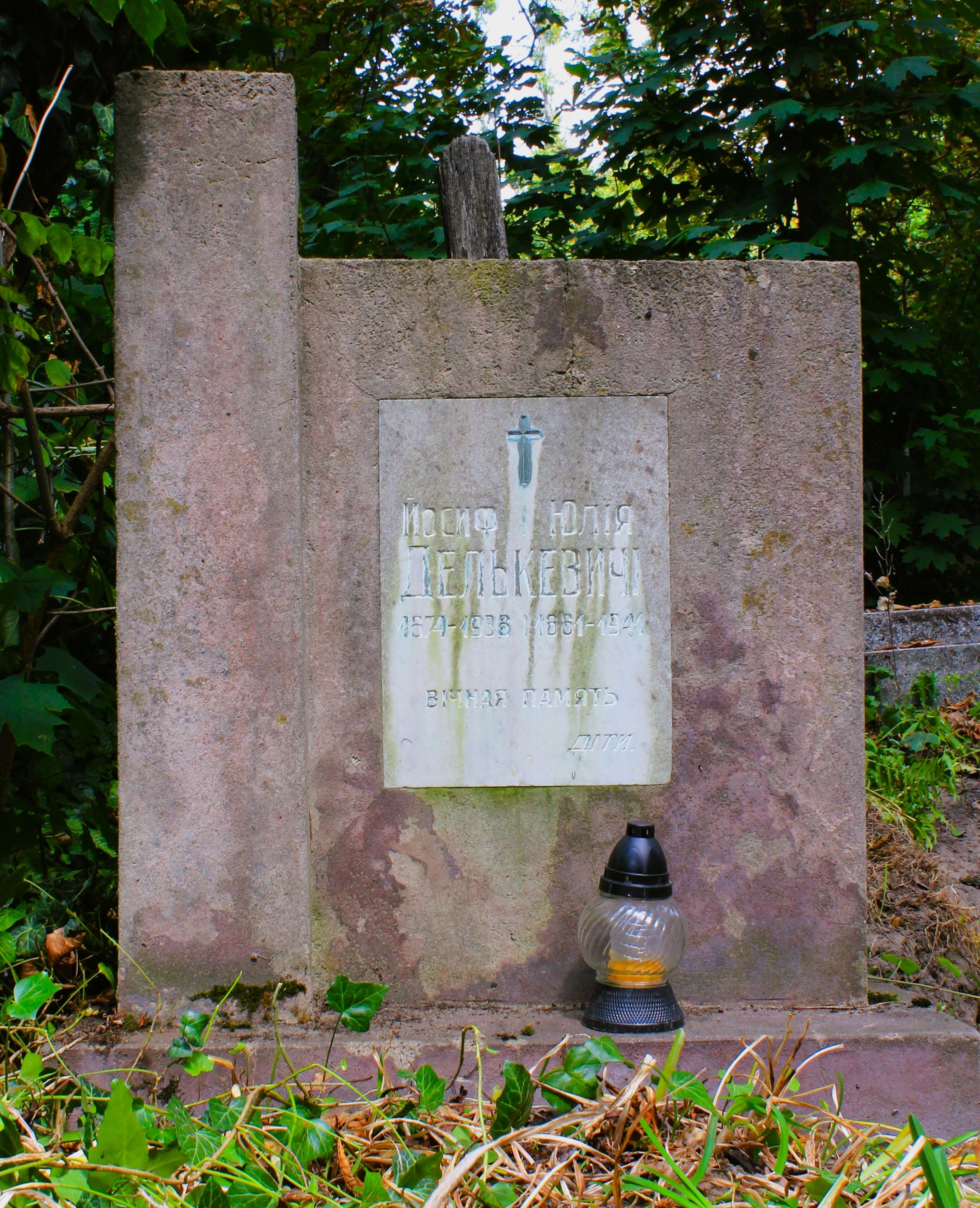
Надгробок на могилі Йосифа та Юлії Делькевичів.

Делькевич Йосип (січень 1874, Лежайськ — 1938, Львів) — львівський будівничий і скульптор.
Закінчив художньо-промислову школу у Львові (1894—1899). Отримав концесію будівельного майстра. Споруджував будинки у стилі пізньої сецесії. Проєктував іконостаси. У 1905—1914 роках був членом «Товариства для розвою руської штуки».
Помер у Львові, похований на 23 полі Янівського цвинтаря.
Роботи у Львові
- Житловий будинок на вулиці Грюнвальдській, 2 (1910).
- Переобладнання інтер'єрів і реконструкція будинку адвоката Степана Федака на нинішній вулиці Дорошенка, 48 (1906).
- Житловий будинок на вулиці Шептицьких, 19 (1910), 41 (1907, можливо співавтор Саломон Рімер).
- Житловий будинок на вулиці Нечуя-Левицького, 11 (1911).
- Власний будинок на нинішній вулиці Єфремова, 85 (1911, не зберігся). Збудований у стилі сецесії з елементами закопанського стилю.
- Будинки на площі Шашкевича, 1, 2, 3 (усі у 1910—1912 у співавторстві з Філемоном Левицьким). Останній — власний прибутковий дім Йосипа Делькевича.
- Чиншова кам'яниця Станіслава Ставіка на вулиці Новий Світ, 3 (у співавторстві з Антонієм Ярусєвічем, 1910—1912)[1].

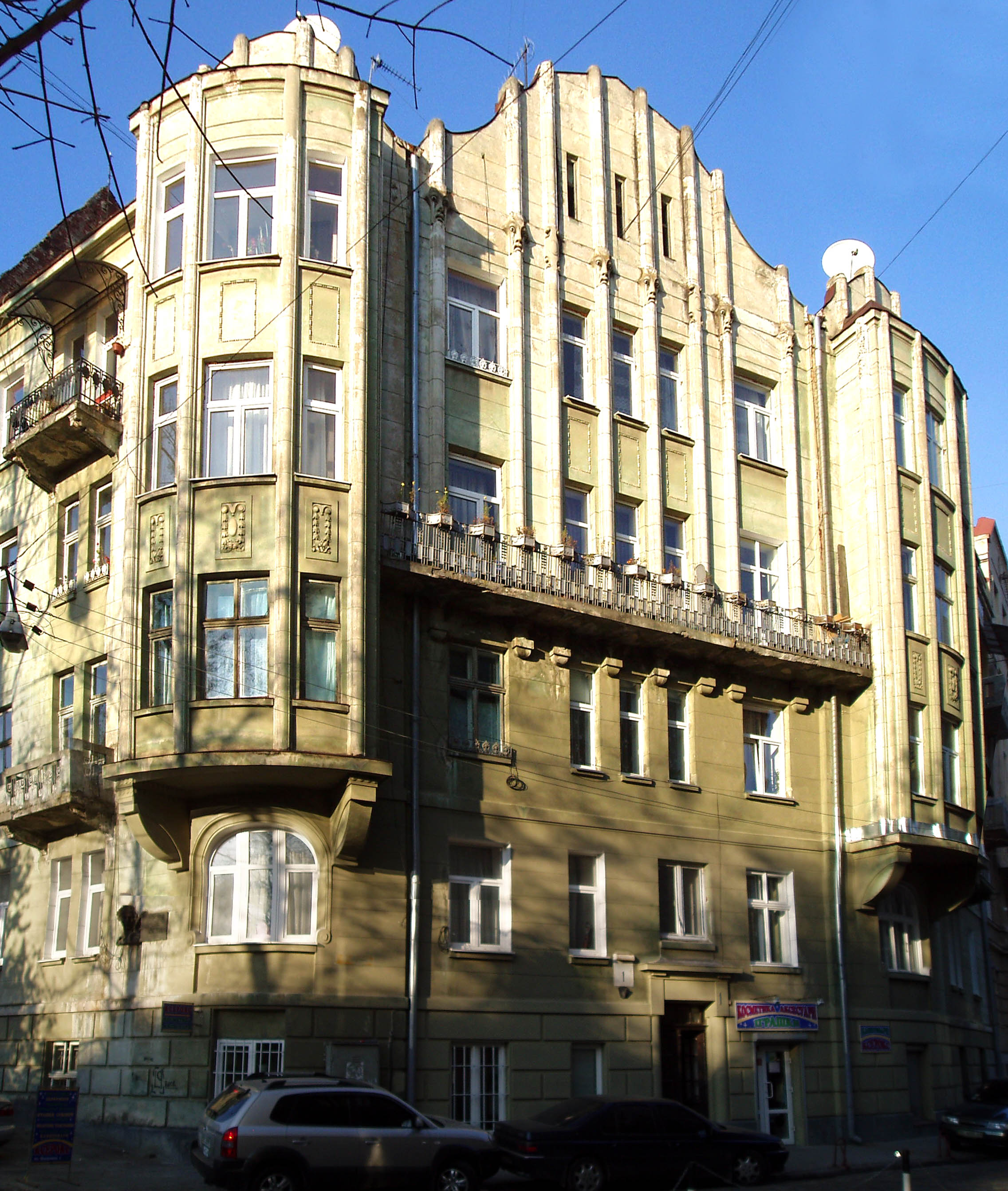
Житловий будинок (пл. Шашкевича, 1)
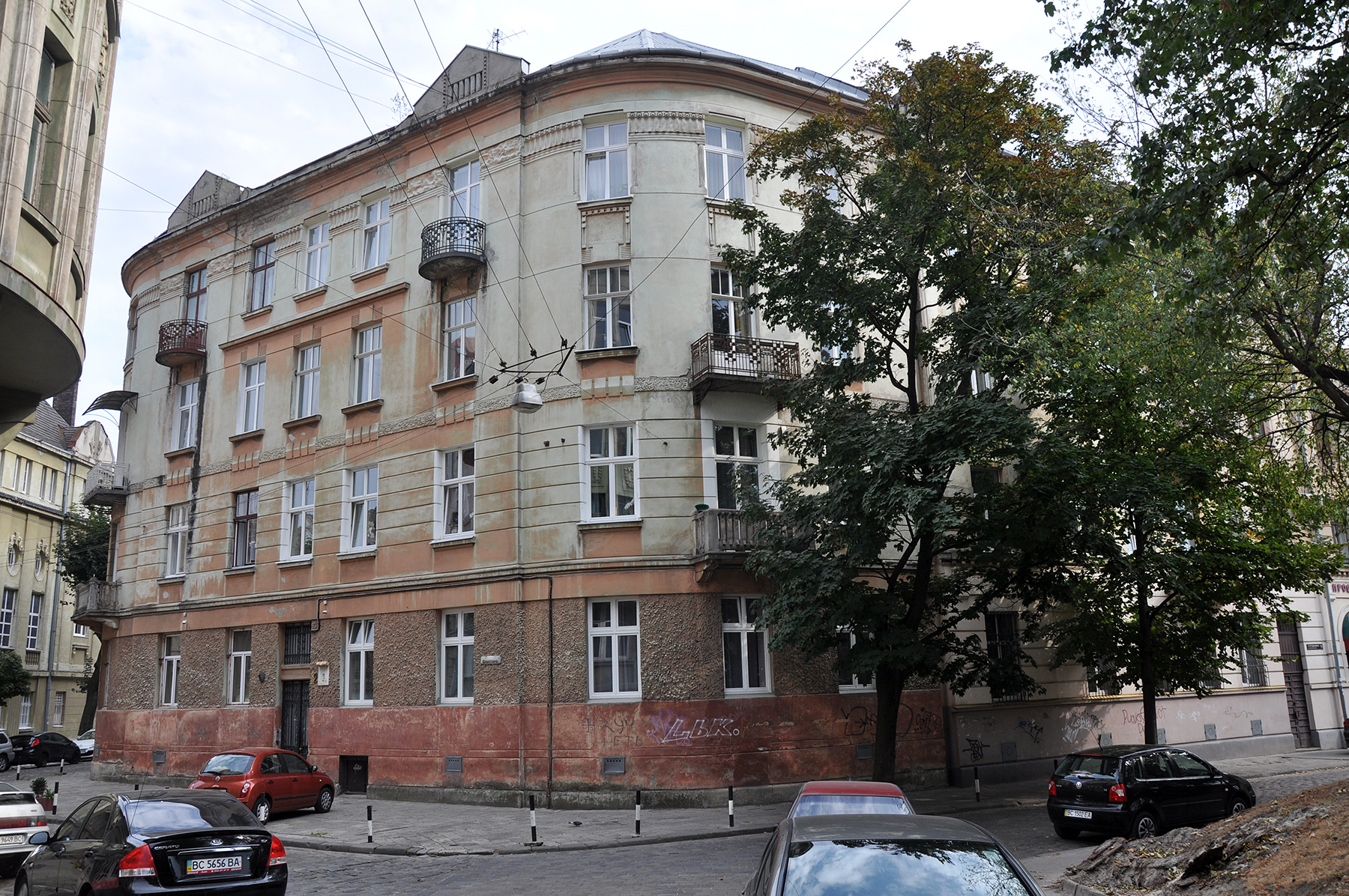
Житловий будинок (пл. Шашкевича, 2)
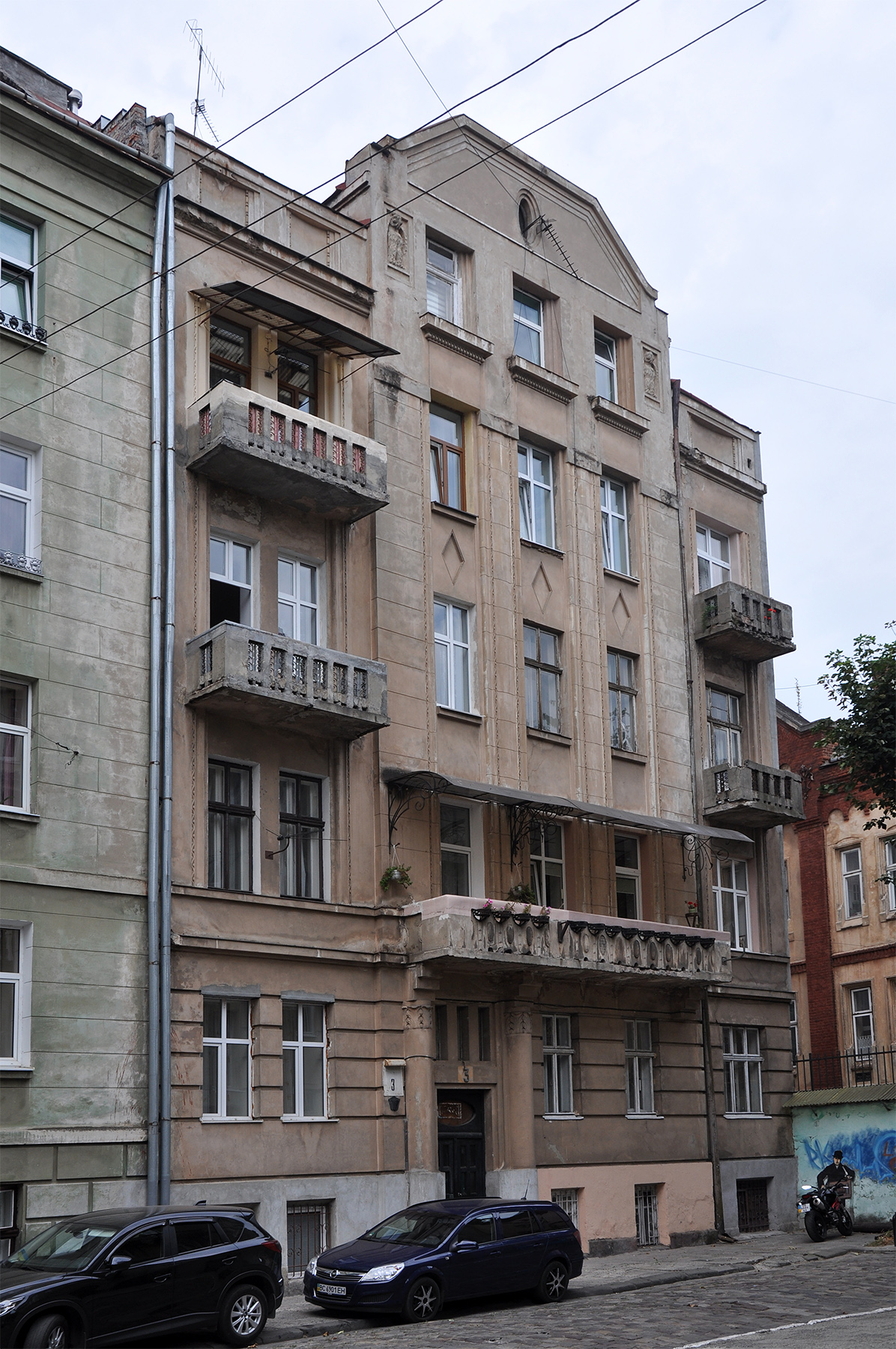
Прибутковий будинок Йосипа Делькевича (пл. Шашкевича, 3)